# Amphoe Thong Saen Khan
Amphoe Thong Saen Khan (Thai อำเภอ ทองแสนขัน, Aussprache: ʔāmpʰɤ̄ː tʰɔ̄ːŋ sɛ̌ːn kʰǎn) ist ein Landkreis (Amphoe) im Süden der Provinz Uttaradit. Die Provinz Uttaradit liegt in der Nordregion von Thailand.

## Geographie
Benachbarte Landkreise (von Südwesten im Uhrzeigersinn): die Amphoe Phichai, Tron, Mueang Uttaradit, Tha Pla, Nam Pat der Provinz Uttaradit, sowie Chat Trakan und Wat Bot der Provinz Phitsanulok.

## Geschichte
Ban Hong wurde am 1. Juli 1983 als Unterbezirk (King Amphoe) gegründet, bestehend aus vier Tambon, die vom Kreis Tron abgespalten wurden. Am 21. Mai 1990 erhielt der Unterbezirk den vollen Amphoe-Status.

## Sehenswürdigkeiten
- Nationalpark Khlong Tron

## Verwaltung

### Provinzverwaltung
Der Kreis ist in vier Kommunen (Tambon) eingeteilt, welche sich weiter in 49 Dörfer (Muban) unterteilen.
| Nr. | Name        | Thai  | Muban | Einw.  |
| --- | ----------- | ----- | ----- | ------ |
| 1.  | Phak Khuang | ผักขวง | 16    | 08.947 |
| 2.  | Bo Thong    | บ่อทอง | 15    | 12.296 |
| 3.  | Pa Khai     | ป่าคาย | 09    | 05.759 |
| 4.  | Nam Phi     | น้ำพี้   | 09    | 05.569 |

### Lokalverwaltung
Thong Saen Khan (เทศบาลตำบลทองแสนขัน) ist eine Kleinstadt (Thesaban Tambon) im Bezirk. Sie besteht aus Teilen des Tambon Bo Thong.
Außerdem gibt es vier „Tambon Administrative Organizations“ (TAO, องค์การบริหารส่วนตำบล – Verwaltungs-Organisationen) für die Tambon im Landkreis, die zu keiner Stadt gehören.